# Leif Sjöström (tecknare)
Leif Johan Sjöström, född 21 januari 1958 i Malax, död 2 februari 2012, var en finlandssvensk tecknare, journalist och manusförfattare.
Som tecknare var Leif Sjöström mest känd för sin tecknade serie Folkets Dagblad, en dagspolitisk serie som regelbundet ingår i Vasabladet, Västra Nyland och Åbo Underrättelser. Folkets Dagblad har också årligen utkommit i bokform sedan starten 1991. Hösten 2004 hade Leif Sjöström och Folkets Dagblad en egen utställning i riksdagshusets bibliotek.
Leif Sjöström var chefredaktör vid Österbottniska Posten åren 1982–1984 och var från 1984 anställd vid Vasabladet. 1995–1996 skrev han  TV-manus till Vill ni se på stjärnor i samarbete med Birger Thölix. Han medverkade också som manusförfattare i Wasa Teaterns revy Vind i seklet år 2000.
Han samarbetade med Juha Ruusuvuori som illustratör i Ruusuvuoris böcker om Svenskfinland, Muukalainen Muumilaaksossa 2005 och Muukalainen Rantaruotsissa 2010. Den sistnämnda utkom i svensk översättning 2011 med titeln Upptäcktsresande bland kustsvenskar.
År 1992 erhöll han Topeliuspriset för sin journalistik, år 1997 fick han första pris i Onni V. Tuiskustiftelsens tävling för finländska tidningstecknare och år 2002 mottog han det österbottniska litteraturpriset Choraeuspriset.